# Юань Хундао
Юа́нь Хунда́о (кит. 袁宏道, пиньинь Yuán Hóngdào, 1568—1610) — китайский поэт времён империи Мин. Один из «Трёх братьев Юань». Время его жизни совпало с периодом правления Чжу Ицзюня в китайской истории (1573—1620).

## Биография
Семья Юань состояла из поколений военных служителей. В молодые годы у мальчика появился интерес к литературе, а в пятнадцать лет он организовал собственный литературный клуб.
В двадцать четыре года, в 1592 году, успешно сдаёт экзамены для получения официальной должности, которую получает через три года. Но работа эта вскоре, через год, наскучила ему. После этого он много путешествует и поддерживает связь с философом Ли Чжи. В поездки вовлекаются и его братья, старший из которых был буддистом-конфуциацем. Путешествия приводят к публикации поэтического сборника «Чжидао цзи» 志道集.
Поэзия трёх братьев, сосредоточенная на ясности и искренности, находит себе последователей и со временем становится известной как «школа [уезда] Гунъань», сердцевина которой в понимании того что «хорошее письмо» исходит от подлинных эмоций и личного опыта. В стихах нужно добиваться разнообразия, но быть последовательным. «Переживания входят в нас глубоко, а выученное по книгам лежит на поверхности».
Во времена Юань Хундао сочинения и декламации стихов были одним из любимых видов отдыха.
В 1600 году умирает один из братьев, после чего Юань Хундао переселяется на маленький остров в озере, чтобы погрузится в размышления и писать стихи. Так рождается другой сборник «Сяоби танцзи».
Юань Хундао был поклонником творчества Сюй Вэя, у него хранился сборник стихотворений известного живописца.